# Eurocopter EC155
El Eurocopter EC155 és un helicòpter de transport de passatgers de llarg abast desenvolupat per Eurocopter (actualment Airbus Helicopters) per a ús civil a partir de la seva família Dauphin. Es tracta d'un helicòpter bimotor que, segons la configuració, pot transportar fins a 13 passatgers juntament amb 1 o 2 tripulants. Es comercialitza per a transport de passatgers, transport d'executius i serveis d'emergències mèdiques.